# ゲアン省
ゲアン省（ゲアンしょう、ベトナム語：Tỉnh Nghệ An / 省乂安  発音）は、ベトナムの省（地方自治体）の一つ。省都はヴィン市。

## 地理
- ベトナム北中部に位置し、バクボ（北部）湾に接している。
- 海岸平野部からラオス国境山岳地帯を占めている。
- 国際河川のラム川（藍江）が、ラオスのルアンパバーン県・シエンクワーン県及びベトナムのゲアン省・ハティン省を流れている。
- 西部にはプーマット国立公園があり、アンナン山脈や原生林の熱帯雨林、湿地、川があり、生物多様性に富んでいる。中には希少種の鳥類、両生類、爬虫類、魚類、コウモリ、チョウなどの昆虫が生息しており、絶滅危惧種のカンムリセイラン、オオサイチョウの個体群は世界的に重要で、ナナミゾサイチョウ、コウオクイワシ（英語版）の個体群は国家レベルの重要性を持つ。同地域は2007年にユネスコの生物圏保護区に登録された[1]。

## 隣接行政区画
- ハティン省
- ボーリカムサイ県
- シエンクワーン県
- フアパン県
- タインホア省

## 行政区画
11坊・119社がある。
- ホアンマイ坊（phường Hoàng Mai）
- クインマイ坊（phường Quỳnh Mai）
- タンマイ坊（phường Tân Mai）
- タイホア坊（phường Thái Hòa）
- タイヒエウ坊（phường Tây Hiếu）
- チュオンヴィン坊（phường Trường Vinh）
- タインヴィン坊（phường Thành Vinh）
- ヴィンフン坊（phường Vinh Hưng）
- ヴィンフー坊（phường Vinh Phú）
- ヴィンロック坊（phường Vinh Lộc）
- クアロー坊（phường Cửa Lò）
- アインソン社（xã Anh Sơn）
- イエンスアン社（xã Yên Xuân）
- ニャンホア社（xã Nhân Hòa）
- アインソンドン社（xã Anh Sơn Đông）
- ヴィントゥオン社（xã Vĩnh Tường）
- タインビント社（xã Thành Bình Thọ）
- コンクオン社（xã Con Cuông）
- モンソン社（xã Môn Sơn）
- マウタック社（xã Mậu Thạch）
- カムフック社（xã Cam Phục）
- チャウケー社（xã Châu Khê）
- ジエンチャウ社（xã Diễn Châu）
- ドゥックチャウ社（xã Đức Châu）
- クアンチャウ社（xã Quảng Châu）
- ハイチャウ社（xã Hải Châu）
- タンチャウ社（xã Tân Châu）
- アンチャウ社（xã An Châu）
- ミンチャウ社（xã Minh Châu）
- フンチャウ社（xã Hùng Châu）
- ドールオン社（xã Đô Lương）
- バックゴック社（xã Bạch Ngọc）
- ヴァンヒエン社（xã Văn Hiến）
- バックハ社（xã Bạch Hà）
- トゥアンチュン社（xã Thuần Trung）
- ルオンソン社（xã Lương Sơn）
- フングエン社（xã Hưng Nguyên）
- イエンチュン社（xã Yên Trung）
- フングエンナム社（xã Hưng Nguyên Nam）
- ラムタイン社（xã Lam Thành）
- チエウリュー社（xã Chiêu Lưu）
- ヒューキエム社（xã Hữu Kiệm）
- ムオンティップ社（xã Mường Típ）
- ムオンセン社（xã Mường Xén）
- ナーロイ社（xã Na Loi）
- ナーゴイ社（xã Na Ngoi）
- ナムカン社（xã Nậm Cắn）
- キムリエン社（xã Kim Liên）
- ヴァンアン社（xã Vạn An）
- ナムダン社（xã Nam Đàn）
- ダイフエ社（xã Đại Huệ）
- ティエンニャン社（xã Thiên Nhẫn）
- ギアダン社（xã Nghĩa Đàn）
- ギアト社（xã Nghĩa Thọ）
- ギアラム社（xã Nghĩa Lâm）
- ギアマイ社（xã Nghĩa Mai）
- ギアフン社（xã Nghĩa Hưng）
- ギアカイン社（xã Nghĩa Khánh）
- ギアロック社（xã Nghĩa Lộc）
- ギーロック社（xã Nghi Lộc）
- フックロック社（xã Phúc Lộc）
- ドンロック社（xã Đông Lộc）
- チュンロック社（xã Trung Lộc）
- タンリン社（xã Thần Lĩnh）
- ハイロック社（xã Hải Lộc）
- ヴァンキエウ社（xã Văn Kiều）
- ムオンクアン社（xã Mường Quàng）
- クエフォン社（xã Quế Phong）
- トントゥ社（xã Thông Thụ）
- ティエンフォン社（xã Tiền Phong）
- チーレー社（xã Tri Lễ）
- クイチャウ社（xã Quỳ Châu）
- チャウティエン社（xã Châu Tiến）
- フンチャン社（xã Hùng Chân）
- クイホップ社（xã Quỳ Hợp）
- タムホップ社（xã Tam Hợp）
- チャウロック社（xã Châu Lộc）
- チャウホン社（xã Châu Hồng）
- ムオンハム社（xã Mường Ham）
- ムオンチョン社（xã Mường Chọng）
- ミンホップ社（xã Minh Hợp）
- クインリュー社（xã Quỳnh Lưu）
- クインヴァン社（xã Quỳnh Văn）
- クインアイン社（xã Quỳnh Anh）
- クインタム社（xã Quỳnh Tam）
- クインフー社（xã Quỳnh Phú）
- クインソン社（xã Quỳnh Sơn）
- クインタン社（xã Quỳnh Thắng）
- タンキー社（xã Tân Kỳ）
- タンフー社（xã Tân Phú）
- タンアン社（xã Tân An）
- ギアドン社（xã Nghĩa Đồng）
- ザイスアン社（xã Giai Xuân）
- ギアハイン社（xã Nghĩa Hành）
- ティエンドン社（xã Tiên Đồng）
- ドンヒエウ社（xã Đông Hiếu）
- ビックハオ社（xã Bích Hào）
- カットガン社（xã Cát Ngạn）
- ダイドン社（xã Đại Đồng）
- ハインラム社（xã Hạnh Lâm）
- ホアクアン社（xã Hoa Quân）
- キンバン社（xã Kim Bảng）
- ソンラム社（xã Sơn Lâm）
- タムドン社（xã Tam Đồng）
- スアンラム社（xã Xuân Lâm）
- ガーミー社（xã Nga My）
- ニョンマイ社（xã Nhôn Mai）
- タムクアン社（xã Tam Quang）
- タムタイ社（xã Tam Thái）
- トゥオンズオン社（xã Tương Dương）
- イエンホア社（xã Yên Hòa）
- イエンナー社（xã Yên Na）
- イエンタイン社（xã Yên Thành）
- クアンタイン社（xã Quan Thành）
- ホップミン社（xã Hợp Minh）
- ヴァントゥ社（xã Vân Tụ）
- ヴァンズー社（xã Vân Du）
- クアンドン社（xã Quang Đồng）
- ザイラック社（xã Giai Lạc）
- ビンミン社（xã Bình Minh）
- ドンタイン社（xã Đông Thành）
- ケンドゥー社（xã Keng Đu）
- ミーリー社（xã Mỹ Lý）
- バクリー社（xã Bắc Lý）
- フオイトゥ社（xã Huồi Tụ）
- ムオンロン社（xã Mường Lống）
- ビンチュアン社（xã Bình Chuẩn）
- ヒュークオン社（xã Hữu Khuông）
- ルオンミン社（xã Lượng Minh）
- チャウビン社（xã Châu Bình）

2025年までは以下の1市2市社17県に区分される。
- 市(Thành phố、城庯)
  - ヴィン（Vinh / 永）
- 市社(thị xã、市社)
  - ホアンマイ（Hoàng Mai / 黄梅）
  - タイホア（Thái Hòa / 太和）
- 県(huyện、縣)
  - アインソン県（Anh Sơn / 英山）
  - コンクオン県（Con Cuông / 昆光）
  - ジエンチャウ県（Diễn Châu / 演州）
  - ドールオン県（Đô Lương / 都梁）
  - フングエン県（Hưng Nguyên / 興元）
  - クイチャウ県（Quỳ Châu / 葵州）
  - キーソン県（Kỳ Sơn / 祈山）
  - ナムダン県（Nam Đàn / 南壇）
  - ギーロック県（Nghi Lộc / 宜祿）
  - ギアダン県（Nghĩa Đàn / 義壇）
  - クエフォン県（Quế Phong / 桂峰）
  - クイホップ県（Quỳ Hợp / 葵合）
  - クインリュー県（Quỳnh Lưu / 瓊瑠）
  - タンキー県（Tân Kỳ / 新圻）
  - タインチュオン県（Thanh Chương / 清漳）
  - トゥオンズオン県（Tương Dương / 襄陽）
  - イエンタイン県（Yên Thành / 安城）

## 産業
- 稲作をはじめ、トウモロコシや落花生の栽培が広く行われており、クアロー港から出荷される木材は省の重要な収入となっている[3]。他に、 塩・オレンジも産出する。
- 省都のヴィンは外港として、またラオス国境付近は国境貿易の場として栄えている。
- 2010年4月2日、神戸製鋼がホアンマイ工業団地に「ITmk3®」プラントを建設することを発表した。鉄鉱石は南のハティン省のタッケー鉱山から運ばれ、輸出はギソン港から行われる。2011年1月建設開始予定。

## 気候
8月、9月に台風がしばしば上陸し、洪水をもたらす。夏は暑く月平均気温は40℃を超す。4月、5月の気温は30℃を超え、6月、7月には「ラオス風」と呼ばれる暑く乾いた風が吹く。冬は寒いので「ベトナムで最も過酷な気候の地域」の一つとされている。そのためか貧困ながら忍耐強く上昇志向の強い土地柄と言われ、王朝時代には科挙の合格者を、フランス領インドシナ時代には抗仏運動に身を投ずる民族主義者を多数輩出した。

## 歴史
紅河デルタと南シナ海の海上交易網を結ぶため、戦略的に重要視された（この地域より北の地域は、宋代以降になると船舶が海南島を経由することが多いため、海上における交易ネットワークから外れることになっていた）。そのため、ベトナムの李朝が幾度か遠征を試みたほか、真臘（アンコール朝）のスールヤヴァルマン2世や、ジャヤヴァルマン7世なども侵入した。
1930年にゲアン省とハティン省でゲティン・ソヴィエト（ベトナム語: Xô Viết Nghệ Tĩnh、Nghe-Tinh soviet）の蜂起が起こった。
ベトナム独立の父ファン・ボイ・チャウ（潘佩珠）やホー・チ・ミン（胡志明）の出生地であるほか、詩人ホー・スアン・フオンも輩出している。

## 文化・民族
西部はユネスコの無形文化遺産に登録されているベトナム中央高原におけるゴングの文化的空間の本拠地であり、現地の多数民族はタイ族系民族である。他にはコム族、キン族、モン族、オドゥ族なども住んでいる。

## ゲアン省の出身人物
- ファン・ボイ・チャウ
- グエン・シン・サック
- ホー・チ・ミン
- グエン・チ・ミンカイ
- ヴォー・ティ・ハーオ
- レ・コン・ビン - サッカー選手
- ホー・スアン・フオン